# 제9중대
《제9중대》(러시아어: 9 рота)는 2005년 공개된 전쟁 영화이다. 3234고지 전투를 소재로 했다.

## 출연

### 주연
- 표도르 본다르추크
- 알렉세이 차도프

### 조연
- 미하일 에브라노브
- 이반 코코린
- 아르티옴 미하일코프
- 콘스탄틴 크류코프

## 기타
- 공동제작: 세르게이 멜쿠모브